# Xoan
Au Vietnam, le chant Xoan (« Hat xoan » signifie chant printannier) est pratiqué dans la province de Phú Thọ. Cette musique traditionnelle, accompagnée de danse, est en rapport avec le culte des rois Hùng, qui appartient au culte des ancêtres. En 2017, à la suite d'une décision de l'Unesco, cet art du spectacle est inscrit sur la liste représentative du patrimoine culturel immatériel de l'humanité.  

## Description et transmission
Dans la province de Phú Thọ, l'art du spectacle Xoan compte du chant, de la danse, des percussions et des cliquettes. Il se rapporte au culte des rois Hùng, dans le cadre du culte des ancêtres. Il est pratiqué et connu de quatre guildes, dont les Trum (qui peuvent être des hommes ou des femmes), dont le rôle consiste à transmettre les chants, les préserver, sélectionner les élèves et organiser les pratiques. Ce sont eux qui enseignent le chant Xoan au sein des quatre guildes, de clubs et d'associations. L'institut vietnamien recueillit trente et un chants Xoan. Trente-trois clubs de Xoan et des séminaires permettent de le faire connaître. Ce chant se transmet à l'oral, avec l'aide de chansons écrites et d'enregistrements audiovisuels. 
La maison communale hung lo, qui date d'avant le dix-huitième siècle, constitue un lieu de pratique de ces chants. La légende attribue aux rois hung la création de cet art du spectacle. Le hat xoan se produit pour réclamer une bonne récolte de riz et célébrer le printemps. 

## Intégration du patrimoine culturel immatériel et reconnaissance
En 2017, le chant Xoan de la province de Phú Thọ intègre la liste représentative du patrimoine culturel immatériel à la suite d'une décision de l'UNESCO. D'après la description que produisit cette institution, cet art du spectacle s'enracine dans une communauté et favorise la cohésion, la compréhension et le respect au sein de la communauté. En 2011, ce chant appartenait à la liste du patrimoine nécessitant une sauvegarde urgente. Plusieurs dizaines de milliers de touristes (venant par exemple de Grande-Bretagne, des Etats-Unis, des Pays-Bas ou de France), d'après des statistiques du Service provincial de la Culture, des Sports et du Tourisme, s'intéressent au hat xoan.